# السمام (السبرة)

تعديل مصدري - تعديل

السمام محلة تابعة لقرية الذراع، التابعة لعزلة المساعدة بمديرية السبرة إحدى مديريات محافظة إب في الجمهورية اليمنية.، بلغ تعداد سكانها 31 حسب تعداد اليمن لعام 2004.